# Quartet de corda núm. 14 (Beethoven)
El Quartet de corda núm. 14 en do sostingut menor, op. 131 de Ludwig van Beethoven va ser completat l'any 1826 i està dedicat al baró Joseph von Stutterheim. És l'últim compost d'un trio de quartets de corda, escrits en l'ordre: primer l'op. 132, després l'op. 130 (amb el final Große Fuge) i, finalment, l'op. 131.
Dels últims quartets, va ser el preferit de Beethoven: es diu que ell va comentar a un amic que trobaria «una nova forma d'escriure per parts i, gràcies a Déu, amb menys manca d'imaginació que abans». Es diu que després d'escoltar una interpretació d'aquest quartet, Schubert va comentar: «Després d'això, què queda per escriure?» Robert Schumann va dir que aquest quartet i l'op. 127 tenien una «... grandesa […] que no hi ha paraules que ho puguin expressar. Em semblen situar-se ... a la frontera extrema de tot allò que fins ara s'ha assolit dins l'art i la imaginació humana».
La seva interpretació dura aproximadament 40 minuts.

## Origen i context
Beethoven va començar el Catorzè Quartet al voltant del dia 15 de desembre de 1825. El 6 d'abril de l'any següent, Beethoven va acceptar una oferta de Schott de 80 ducats per al Quartet. El 12 d'agost Beethoven el va enviar a Schott amb una nota que deia que l'havia "acabat" el 20 de maig. Finalment es va publicar el juny de 1827.
Johann Nepomuk Wolfmayer, un empresari melòman i admirador de Beethoven, inicialment havia de rebre la dedicatòria del quartet en reconeixement del seu suport. Tanmateix, Beethoven va optar finalment per dedicar-lo al baró Joseph von Stutterheim com a mostra d'agraïment per haver acceptat el seu nebot Karl a l'exèrcit, un gest que va seguir a l'intent frustrat de suïcidi del jove.

## Moviments
Aquest quartet consta de set moviments:
| Indicació de tempo | Tonalitat  | Compàs | Durada |
| --- | ---------- | ------ | ------ |
| I. Adagio ma non troppo e molto espressivo | Do♯ menor  | 2/2    | 7'     |
| II. Allegro molto vivace | Re major   | 6/8    | 3'     |
| III. Allegro moderato – Adagio | Si menor   | 4/4    | 45'    |
| IV. Andante ma non troppo e molto cantabile – Più mosso – Andante moderato e lusinghiero – Adagio – Allegretto – Adagio, ma non troppo e semplice – Allegretto | La major   | 2/4    | 14'    |
| V. Presto | Mi major   | 2/2    | 5'30"  |
| VI. Adagio quasi un poco andante | Sol♯ menor | 3/4    | 2'     |
| VII. Allegro | Do♯ menor  | 2/2    | 6'30"  |

### I. Adagio ma non troppo e molto espressivo
Una fuga basada en el següent tema, que conté el segon tetracord de l'escala menor harmònica (compassos 2-3), el motiu unificador dels últims quartets de corda de Beethoven:
Audio playback is not supported in your browser. You can download the audio file.
Richard Wagner va dir d'aquest moviment que «revela el sentiment més malenconiós expressat en la música». Joseph Kerman (1967, pàg. 330) la descriu com «la més emotiva de totes les fugues». J.W.N. Sullivan (1927, pàg. 235) sent que és «la peça més sobrehumana que Beethoven hagi escrit». Philip Radcliffe (1965, pàg. 149) diu que «es pot fer una descripció simple del seu esquema formal però no de la extraordinària profunditat d'aquesta fuga».

### II. Allegro molto vivace
Una dansa delicada en compàs compost (6/8) i la tonalitat de re major, en una forma sonata basada en el següent tema popular:
Audio playback is not supported in your browser. You can download the audio file.

### III. Allegro moderato – Adagio
Està dins l'esperit d'un recitativo obligato i en la tonalitat de si menor. La modulació de si menor a mi major és com una breu introducció al moviment següent.

### IV. Andante ma non troppo e molto cantabile...
Aquest és el moviment central del quartet i és l'apoteosi de la forma "gran variació" de l'època tardana de Beethoven. És un conjunt de 7 variacions (6 completes i una incompleta, amb coda) sobre el un senzill tema en la major compartit entre el primer i el segon violins:
Audio playback is not supported in your browser. You can download the audio file.

### V. Presto
En mi major, es tracta d'un brillant scherzo (encara que en compàs binari en lloc de ternari), basat en la següent idea, força senzilla:
Audio playback is not supported in your browser. You can download the audio file.
Cap al final del scherzo, hi ha un passatge sorprenent de pianissimo sul ponticello per a tots els instruments, principalment en les seves cordes més agudes. Joseph Kerman observa que «Beethoven, ben sord, va ser bastant capaç de «sentir» o imaginar o inventar no només les relacions entre notes sinó també sonoritats pures i simples».

### VI. Adagio quasi un poco andante
En sol sostingut menor, aquest moviment té l'estructura ternària AAB, amb una coda que fa la funció d'una introducció lenta i ombrívola del proper moviment.

### VII. Allegro
El final té la forma sonata i torna a la tonalitat inicial de do♯ menor. El primer tema té dues idees principals:
Audio playback is not supported in your browser. You can download the audio file.
Audio playback is not supported in your browser. You can download the audio file.
El ritme violent d'aquest tema contrasta amb el segon tema més líric:
Audio playback is not supported in your browser. You can download the audio file.